# Tröskverk

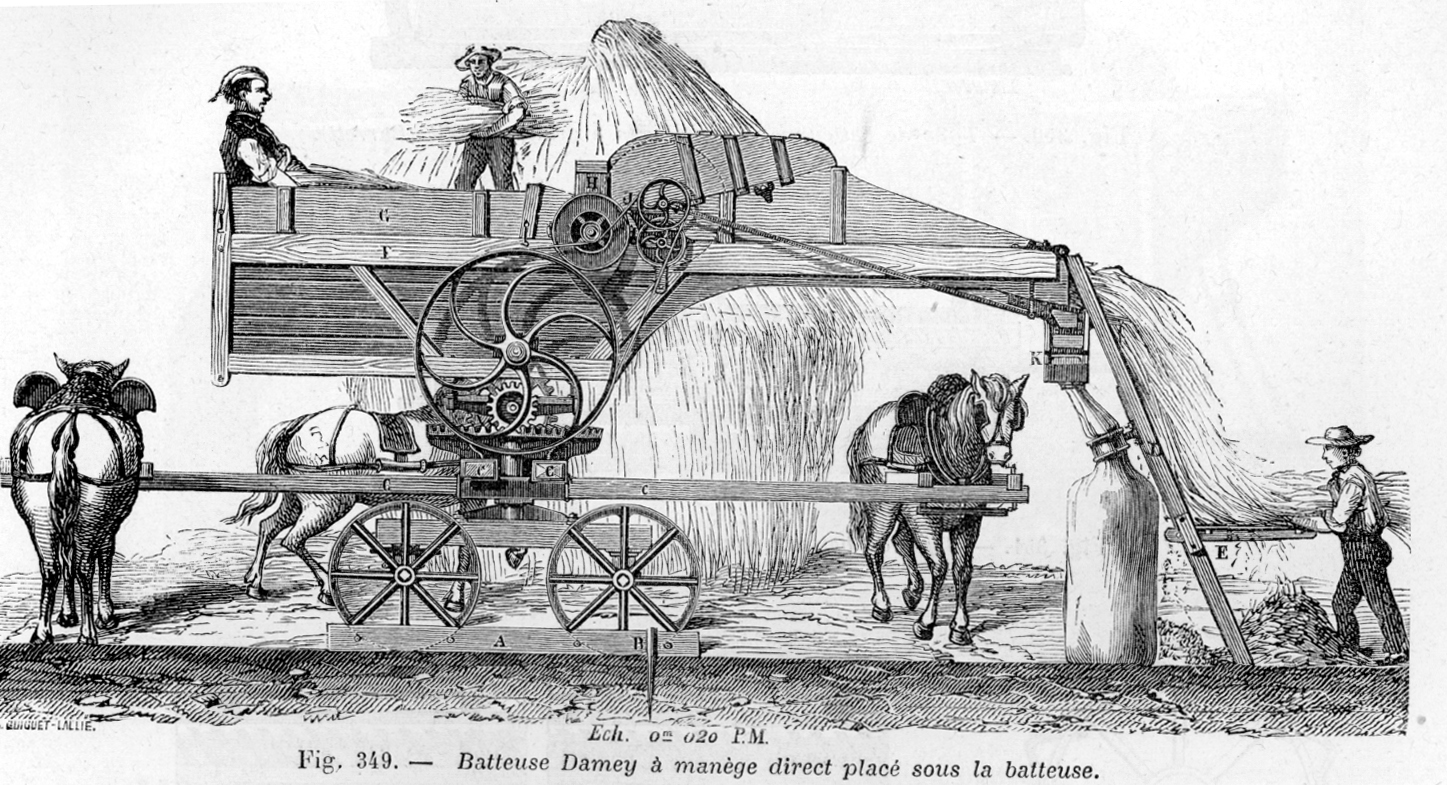
Tröskverk 1881

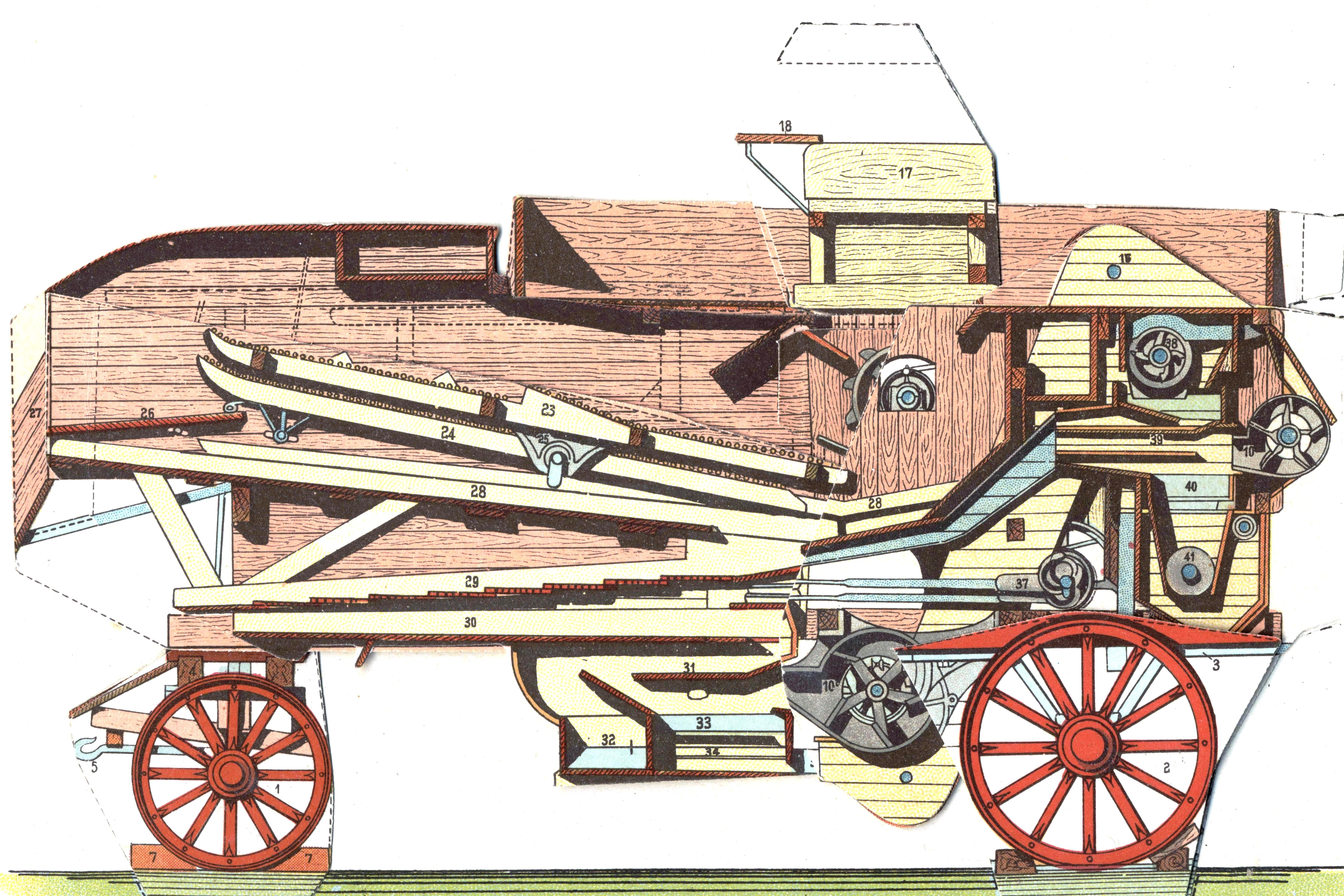
Thermæniuströskverk i genomskärning.

Tröskverk var en föregångare till skördetröskan. Tröskverket användes under tröskningen, oftast sent på hösten och vintertid då jordbruket inte krävde så mycket arbete utomhus. Man hade tidigare på hösten bärgat säden, buntad i nekar och torkat.
Flera förslag på mekaniska tröskverk framkom under 1700-talet, en del av dessa även i Sverige. Det tidigaste svenska kända tröskverket konstruerades och byggdes vid Stjärnsund av C. Polhem men fick ingen uppföljare.
Det moderna cylindertröskverket med slagor på cylinder mot en trösksko uppfanns av skotten Andrew Meikle (1719–1811) omkring 1786. Innan tröskverket introducerades, men även lång tid därefter, tröskade man med slaga, i Övre Norrland även med hästdragna tröskvältar.
Sveriges första kommersiella serietillverkade tröskverk konstruerades av Johan Thermænius mekaniska verkstad i Torshälla 1847. Tillverkningen förlades sedermera till Hallsberg och blev en nationell och till viss del även internationell succé.
Ordet "tröskverk" är belagt i svenska språket sedan 1803.